# Winfield Scott Hancock
Winfield Scott Hancock (14. februar 1824 – 9. februar 1886) var karriereofficer i den amerikanske hær og præsidentkandidat for Demokraterne ved præsidentvalget i 1880. Han gjorde tjeneste med udmærkelse i den amerikanske hær i over 40 år, herunder i den Mexicansk-amerikanske krig og som general i den amerikanske borgerkrig. Blandt sine kolleger i hæren var han kendt som "Hancock the Superb," og blev især bemærket for sit personlige lederskab under Slaget ved Gettysburg i 1863. En militærhistoriker skrev: "Ingen anden Unionsgeneral ved Gettysburg påvirkede i den grad deres soldater blot ved at være til stede som Hancock." Og en anden skrev: "hans taktiske færdigheder havde sikret ham sine modstanderes beundring, som kendte ham som ’Tordenkilen i Army of the Potomac.’" Hans militærtjeneste fortsatte efter borgerkrigen, hvor Hancock deltog i den militære Rekonstruktion af Syden og hærens tilstedeværelse i de vestlige grænseområder.
Efter borgerkrigen gjorde Hancocks ry som soldat og hans tro på konservative forfatningsprincipper ham til en mulig præsidentkandidat. Hans velkendte integritet var en modpol til tidens korruption, for som præsident Rutherford B. Hayes sagde: "hvis, når vi laver en samlet vurdering af en offentlig person, kendt som både soldat og i det civile liv, vi først og fremmest skal se på hans mandighed, hans integritet, hans renhed, hans målrettethed og hans uselviske opofrelse for pligten, kan vi i sandhed sige om Hancock, at han var helt igennem lavet af guld." Denne popularitet ud over hele nationen fik Demokraterne til at nominere ham som præsidentkandidat ved præsidentvalget i 1880. Selv om han førte en stærk kampagne blev Hancock besejret af Republikaneren James Garfield med den mindste forskel i stemmetal i USA’s historie.

## Tidlige år og familie
Winfield Scott Hancock og hans enæggede tvillingebror Hilary Baker Hancock blev født den 14. februar 1824, i Montgomery Square, Pennsylvania, en lille landsby lige nordvest for Philadelphia. Tvillingerne var sønner af Benjamin Franklin Hancock og Elizabeth Hoxworth Hancock. Winfield blev opkaldt efter Winfield Scott, en fremtrædende general i den britisk-amerikanske krig (1812) og senere i den Mexicansk-amerikanske krig samt den øverstkommanderende general i USA’s hær ved starten af borgerkrigen.
Hancock og Hoxworth familierne havde boet i Montgomery County i adskillige generationer, og var engelsk, skotsk og walisisk herkomst. Benjamin Hancock var skolelærer da hans sønner blev født. Nogle få år senere flyttede han familien til Norristown i Pennsylvania, områdets hovedby, hvor han begyndte at fungere som advokat. Benjamin var også hjælpepræst i Baptist kirken og deltog i byens styre som en erklæret Demokrat. 
Hancock blev først uddannet på Norristown Academy, men blev flyttet til en offentlig skole, da en sådan blev åbnet i Norristown i slutningen af 1830-erne. I 1840 indstillede Joseph Fornance, den lokale repræsentant i Kongressen Hancock til West Point. Hancock var en gennemsnitlig elev på militærakademiet, og da han fik sin eksamen blev han tildelt infanteriet.

## Begyndelsen på en militær karriere

### Den mexicansk-amerikanske krig
Hancock blev udnævnt til midlertidig sekondløjtnant I det 6. infanteriregiment og blev i starten udstationeret i indiansk område ved Red River. Denne region var fredelig på det pågældende tidspunkt, og Hancock kom ikke ud for noget særligt. Ved udbruddet af den Mexicansk-amerikanske krig i 1846, arbejdede Hancock på at sikre sig tjeneste ved fronten. I starten fik han til opgave at hverve soldater i Kentucky, og han viste sig så dygtig til opgaven, at hans overordnede tøvede med at frigive ham fra opgaven. I juli 1847 fik Hancock dog lov til at slutte sig til sit regiment i Puebla i Mexico, hvor det udgjorde en del af hæren under hans navnebror, general Winfield Scott.
Scotts hær bevægede sig længere ind i landet fra Puebla uden at mode modstand, og angreb Mexico City sydfra. Under denne kampagne i 1847 kom Hancock første gang i kamp i Slaget ved Contreras og Slaget ved Churubusco. Han blev midlertidigt forfremmet til premierløjtnant for modig og meriterende indsats i disse slag. Hancock blev såret I knæer ved Churubusco og fik feber. Selv om han var rask nok til at lede sit regiment I Slaget ved Molino del Rey, holdt feberen han væk fra det endelige gennembrud ved Mexico City, noget han beklagede i resten af sit liv. Efter den endelige sejr blev Hancock i Mexico med 6. infanteriregiment indtil fredstraktaten blev underskrevet i 1848.

### Ægteskab og fredstid
Hancock gjorde tjeneste på adskillige poster som forsyningsofficer og adjudant mest i Fort Snelling i Minnesota og St. Louis i Missouri. Det var St. Louis at han mødte Almira ("Allie") Russell og de blev gift den 24. januar 1850. Ally fødte to born, Russell i 1850 og Ada i 1857, men begge born døde inden deres forældre. Hancock blev forfremmet til kaptajn i 1855 og overført til Fort Myers i Florida. Hancocks unge familie ledsagede ham til den nye post, hvor
Allie Hancock var den eneste kvinde.
Hancocks ophold i Florida faldt sammen med slutningen på den Tredje Seminolekrigs afslutning. Hans opgaver drejede sig om forsyninger og han kom ikke i kamp. Da situationen I Florida begyndte at falde til ro, blev Hancock overfør til Fort Leavenworth i Kansas. Han gjorde tjeneste i Vesten under kampene mellem tilhængere og modstandere af slaveri i Kansas (Bleeding Kansas), og I Utah Territoriet, hvor 6. infanteri regiment ankom til efter Mormon krigen. Efter at denne konflikt var lost blev Hancock udstationeret i det sydlige Californien i november 1858. Hans familie kom også til Californien, og han blev der indtil borgerkrigen brød ud. Han gjorde tjeneste som forsyningsofficer under den fremtidige sydstatsgeneral Albert Sidney Johnston. I Californien blev Hancock venner med en række sydstatsofficerer, først og fremmest Lewis A. Armistead fra Virginia. Ved borgerkrigens udbrud tog Armistead og de andre Sydstatsfolk af sted for at slutte sig til Sydstaternes hær, mens Hancock forblev i De Forenede Staters tjeneste.

## Borgerkrigen

### I Army of the Potomac
Hancock vendte tilbage østpå for at overtage forsyningsopgaver I den hastigt voksende unionshære, men blev hurtigt forfremmet til brigadegeneral den 23. september 1861, og fik overdraget en infanteribrigade at føre i brigadegeneral William F. "Baldy" Smiths division i Army of the Potomac.
Han fik sit øgenavn "Hancock the Superb" (prægtige Hancock) under Peninsula kampagnen i 1862, ved at føre et afgørende modangreb i slaget ved Williamsburg. Hærens øverstkommanderende, generalmajor George B. McClellan telegraferede til Washington at "Hancock var prægtig i dag" og navnet blev hængende. McClellan fulgte imidlertid ikke op på Hancocks initiativ, og sydstatshæren fik lov at slippe uskadt bort.
I Slaget ved Antietam overtog Hancock kommandoen over 1. division I II korps efter at generalmajor Israel B. Richardson var blevet dødeligt såret under de forfærdigelige kampe ved den blodige vej "Bloody Lane." Hancock og hans stab gjorde en dramatisk entré på slagmarken ved at galopere mellem deres tropper og fjenden parallelt med hulvejen. Hans mænd antog at han ville beordre et modangreb mod de udmattede sydstatssoldater, men han havde ordrer med fra McClellan om at fastholde sin stilling. Han blev forfremmet til generalmajor i den frivillige hær den 29. november 1862. Han førte sin division i det katastrofale angreb på Marye's Heights i Slaget ved Fredericksburg den følgende måned og blev såret i maven. I slaget ved Chancellorsville dækkede hans division Generalmajor Joseph Hooker's tilbagetrækning og Hancock blev igen såret. Hans korpschef generalmajor Darius N. Couch lod sig forflytte fra Army of the Potomac i protest over Hooker handlinger i slaget, og Hancock overtog kommandoen over II korps, som han førte til kort før krigens slutning.

### Gettysburg
Hancocks mest berømte indsats kom som ny korpschef i Slaget ved Gettysburg, 1. juli til 3. juli 1863. Efter at hans ven generalmajor John F. Reynolds blev dræbt tidligt på den 1. juli sendte generalmajor George G. Meade, som var den nye øverstkommanderende over hæren, Hancock frem for at tage kommandoen over de enheder som var på slagmarken og vurdere situationen. Hancock fungerede således midlertidigt som chef for hele hærens venstre fløj, bestående af I, II, III og XI korps. Dette viste hvor stor tiltro Meade havde til ham, for Hancock var ikke den højestrangerende officer ved Gettysburg på det tidspunkt. Hancock skændtes kortvarigt med den højere rangerende chef for XI korps generalmajor Oliver O. Howard om dette arrangement, men Hancock fik sin vilje og organiserede Unionshærens forsvar på Cemetery Hill da mere talstærke Sydstatsenheder drev I og XI korps tilbage gennem byen, Han havde tilladelse fra Meade til at trække styrkerne tilbage, så det var hans afgørelse at stå fast og kæmpe ved Gettysburg.  Meade ankom efter midnat og overkommandoen gik tilbage til ham.
Den 2. juli var Hancocks II Korps placeret på Cemetery Ridge, nogenlunde midt på Unionens linje, mens Sydstaternes General Robert E. Lee igangsatte angreb i begge ender af linjen. På Unionens venstre fløj smadrede generalløjtnant James Longstreets angreb det III Korps og Hancock sendte sin 1. division under brigadegeneral John C. Caldwell for at forstærke Unionens styrker ved Hvedemarken (Wheatfield). Da generalløjtnant A.P. Hill's korps fortsatte angrebet mod Unionens centrum samlede Hancock styrkerne og hastede enheder til udsatte steder. Ved en berømt hændelse ofrede han et regiment (1. Minnesota) ved at beordre det til at rykke frem og angribe en sydstatsbrigade, som var fire gange så stor, hvilket gav regimentet tab på 87%. Selv om det var dyrt for regimentet gav dette heroiske offer tid til at organisere en forsvarslinie og reddede dagen for Unionshæren.
Den 3. juli var Hancock fortsat i sin stilling på Cemetery Ridge og var således udsat for tyngden i Picketts angreb (Pickett's Charge). Under det massive angreb fra Sydstaternes artilleri, som gik forud for infanteriangrebet, var Hancock tydeligt at se på hestrryg, hvor han overså og opmuntrede sine tropper. Da en af hans underordnede protesterede og sagde: "General, korpschefen skulle ikke risikere sit liv på den måde" skal Hancock have svaret: "Der er tidspunkter hvor en korpschefs liv ikke tæller." Under infanteriangrebet blev hans gamle ven, nu brigadegeneral Lewis A. Armistead, som førte en brigade i generalmajor George E. Picketts division, såret og døde to dage senere. Hancock kunne ikke mødes med sin gamle ven, for han var selv blevet såret. En alvorlig skade, som blev forårsaget af en kugle, som ramte hans sadelknap og trængte ind i hans højre lår sammen med træsplinter og et stort bøjet søm. Han blev hjulpet af sin hest af en hjælper og med anvendelse af en tourniquet for at stoppe blødningen trak han sømmet fra sadlen ud og da han tog fejl af hvor det kom far, bemærkede han tørt: ”De må have alvorlig mangel på ammunition når de skyder med sådan nogen." Nyheden om Armisteads dødelige sår blev bragt til Hancock af et medlem af hans stab, kaptajn Henry H. Bingham. Trods sine smerter afslog Hancock at blive sendt tilbage bag fronten indtil kampen var afgjort. Han havde været en inspiration for sine tropper gennem hele 3-dages slaget. Hancock fik senere Kongressens tak for "... hans modige, fortjenstfulde og iøjnefaldende andel i denne store og afgørende sejr."

### Virginia og slutningen på krigen
Hancock led af effekten af hans sår ved Gettysburg i resten af krigen. Efter at være kommet sig i Norristown, udførte han hverveopgaver hen over vinteren og vendte i foråret tilbage til posten som chef for II Korps i generalløjtnant Ulysses S. Grant's Overland-kampagne i forsommeren 1864, men han genvandt aldrig sin fulde mobilitet og ungdommelige energi. Ikke desto mindre gjorde han det godt I Slaget ved the Wilderness og ledede et afgørende gennembrudsangreb på Muldyrs skoen (Mule Shoe) ved det blodige hjørne (Bloody Angle) i Slaget ved Spotsylvania Court House der ødelagde Sydstaternes Stonewall Division. Hans korps led enorme tab i et nyttesløst angreb, som Grant beordrede i Slaget ved Cold Harbor.
Efter at Grants hær listede forbi Lees hær for at krydse James floden, var Hancock i en position, hvor han kunne have afsluttet krigen. Hans korps ankom som støtte til Baldy Smiths angreb på den svagt forsvarede by Petersburg, men han gav efter for Smiths råd, fordi han kendte området, og havde været på stedet hele dagen, og der blev ikke iværksat noget større angreb inden Sydstatshæren fik forstærkninger. Dermed gik en af krigens største muligheder tabt. Efter at hans korps deltog I angrebene i det Første slag ved Deep Bottom, blev Hancock forfremmet til brigadegeneral i den regulære hær med virkning fra 12. august 1864.
Hancocks eneste væsentlige militære nederlag indtraf under Belejringen af Petersburg. Hans II Korps rykkede sydpå langs Weldon Railroad, hvor sporene blev revet op. Den 25. august angreb sydstaternes generalmajor Henry Heth Unionens stilling og løb den over ende i det Andet slag ved Reams's Station, hvilket ødelagde II korps og kostede mange tilfangetagne. Trods en senere sejr i Slaget ved Hatcher's Run bidrog ydmygelsen ved Reams's Station, sammen med effekten af hans sår fra Gettysburg til hans beslutning om at opgive sin kommando i felten i november. Han forlod II Korps efter et år hvor han havde lidt et tab på over 40,000, men havde opnået betydningsfulde militære sejre. Hans næste opgave blev at lede det ceremonielle First Veterans Corps. Han udførte flere rekrutteringsopgaver, kommanderede Middle Department, og afløste generalmajor Philip Sheridan som kommandant over styrkerne i den nu fredelige Shenandoah dal. Han blev forfremmet til midlertidig generalmajor i den regulære hær for sin indsats ved Spotsylvania med virkning fra 13. marts 1865.

## Militærtjeneste efter krigen

### Retssagen over Lincolns snigmordere
I krigens slutning blev Hancock sat til at overvåge henrettelsen af konspiratorerne bag snigmordet på præsident Abraham Lincoln. Lincoln var blevet myrdet den 14. april 1865 og den 9. maj samme år samledes en militær kommission for at fælde dom over de anklagede. Den reelle morder, John Wilkes Booth, var allerede død, men retssagen over hans medsammensvorne forløb hurtigt, og resulterede i domfældelser. Præsident Andrew Johnson gav ordre til at henrettelserne skulle finde sted den 7. juli, og Hancock blev udpeget til at overvåge dem. Selv om han var tøvende overfor at henrette nogle af de mindre-skyldige konspiratorer, især Mary Surratt, udførte Hancock sine ordrer, og skrev senere at "enhver soldat er bundet til at handle som jeg under tilsvarende omstændigheder."

### Tjeneste på prærien
Efter henrettelser blev Hancock tildelt kommandoen over det nye Middle Military
Department, som fik hovedkvarter i Baltimore. I 1866, efter anbefaling fra Grant, blev Hancock forfremmet til generalmajor og blev senere på året overført til Militærområdet Missouri, som omfattede staterne Missouri, Kansas, Colorado og New Mexico. Hancock overtog sin nye stilling på Fort Leavenworth i Kansas. Kort tid efter blev han udpeget af General Sherman til at lede en ekspedition, der skulle forhandle med Cheyenne og Sioux indianerne, som forholdet var blevet dårlige til efter Sand Creek-massakren. Forhandlingerne startede dårligt, og efter at Hancock havde beordret en landsby afbrændt blev forholdet endnu dårligere end før de begyndte. Det kostede ikke mange liv på nogen af siderne, men ekspeditionen kunne ikke kaldes en succes. Der var også nogen uenighed mellem Hancock og en af hans underordnede oberstløjtnant George Armstrong Custer, som resulterede i, at Custer ved en krigsret blev dømt for at have været fraværende uden orlov.

### Rekonstruktion
Hancocks tid i Vesten blev kort. Præsident Johnson var ikke tilfreds med den måde Republikanske generaler regerede i Syden under Rekonstruktionsperioden, og søgte efter erstatninger. Den general, som irriterede Johnson mest var Philip Sheridan, og Johnson beordrede snart General Grant til at bytte om på de to generalers arbejdsområde, idet han regnede med at Hancock, en Demokrat, ville regere på en måde, som passede Johnson bedre. Selv om ingen af de to generaler var glade for ændringen tog Sheridan til Fort Leavenworth og Hancock til New Orleans.
Hancocks nye arbejdsområde var som leder af Femte Militærdistrikt, som omfattede Texas og Louisiana. Næste lige så snart han ankom gjorde Hancock sig populær blandt den konservative hvide befolkning ved at udsende sin General Order Number 40 af 29. November 1867. I denne ordre, som var skrevet undervejs til New Orleans udtrykte Hancock følelser, der støttede Johnsons politik, og skrev at hvis beboerne i distriktet opførte sig fredeligt og de lokale myndigheder udførte deres job, så skulle militæret afgive magten og de civile myndigheder genoptage deres naturlige og retmæssige embeder." Hancocks ordre var en opmuntring for hvide Demokrater over hele Syden, som håbede på hurtigt at kunne vende tilbage til civilt styre, men gjorde sorte og Republikanere utilpasse, fordi de frygtede en tilbagevenden til tilstanden før krigen med hvid dominans.
Hancocks General Order Number 40 blev snart fordømt af Republikanere i Washington, især af de Radikale Republikanere, mens præsident Johnson helhjertet erklærde sig enig. Uden kendskab til situationen i Washington, gik Hancock snart i gang med at omsætte sine ord til handling, og afviste lokale Republikanske politikeres anmodning om at han skulle bruge sin magt til at omstøde valgresultater og afsagte domme, og lade det være kendt, at åbent oprør ville blive slået ned. Hancocks popularitet indenfor det Demokratiske parti voksede så meget at han blev overvejet som en mulig præsidentkandidat for partiet ved slaget i 1868. Selv om Hancock samlede et betydeligt antal delegerede ved konventet i 1868 forblev hans præsidentielle muligheder uopfyldte. Alligevel blev han efterfølgende set som en sjælden fugl i politik: en som troede på det Demokratiske partis principper om staternes rettigheder og begrænsning af centralregeringens indblanding i lokale forhold, og som det samtidig var helt uomtvistet var modstander af udtræden af Unionen.

### Tilbage til prærien
Efter General Grant's sejr ved præsidentvalget i 1868 sad Republikanerne sikkert ved roret i Washington. Som en følge heraf blev Hancock igen forflyttet. Denne gang fra den følsomme rekonstruktionsopgave i Syden til den fjerne provins i Dakota Militærområdet. Området dækkede Minnesota, Montana, og Dakota Territoriet. Ligesom ved sin foregående post i Vesten begyndte Hancock sin tjenestetid med at indkalde de lokale indianerhøvdinge til en konference, og denne gang var den en større succes i retning af at sikre fredelige tilstande. Forholdet blev dog dårligere I 1870 da hæren udførte en massacre mod Blackfoot stammen. Forholdet til Sioux stammen blev også stridbart som følge af hvid indtrængen i Black Hills, i modstrid med Fort Laramie traktaten. Krig blev dog undgået, indtil videre, og det meste af Hancocks tjenestetid var fredelig.

### Kommando i øst, og politiske ambitioner
I 1872 døde General Meade, hvilket gjorde Hancock til hærens ældste generalmajor. Det berettigede ham til et mere prominent tjenesteområde og general Grant, som fortsat ønskede at holde ham væk fra Syden, tildelte ham kommandoen over Department of the Atlantic, med hovedkvarter på Governor's Island i New York. Dette militærområde omfattede det meget store beboede område i det nordøstlige USA og bortset fra en enkelt hændelse var tjenestetiden der uden begivenheder. Undtagelsen var hærens involvering i den store jernbanestrejke i 1877. Da jernbanearbejderne gik i strejke for at protestere mod nedskæringer i lønnen, blev nationens transportsystem lammet. Guvernørerne i Pennsylvania, West Virginia og Maryland bad præsident Hayes om at indsætte regeringstropper for at få genåbnet jernbanerne. Når regeringstropper gik ind i byerne, forsvandt de strejkende som regel som dug for solen, men det kom dog også til nogle voldelige sammenstød.
Mens Hancock var posteret i New York gjorde han sit bedste for at holde sine politiske muligheder åbne. Han fik nogle stemmer ved Demokraternes konvent i 1876, men han var aldrig en seriøs udfordrer da New Yorks guvernør Samuel J. Tilden blev valgt allerede i 2. valgrunde. Den republikanske kandidat, Rutherford B. Hayes, vandt valget, og Hancock fokuserede i stedet på 1880. Valgkrisen i 1876 og den efterfølgende afslutning på Rekonstruktionsperioden i 1877 overbeviste mange iagttagere om at valget i 1880 ville give Demokraterne den bedste mulighed for at vinde i meget lang tid.

## Valget i 1880

### Det demokratiske konvent
Hancock havde været foreslået adskillige gange som Demokraternes præsidentkandidat, men havde aldrig opnået flertal blandt de delegerede. I 1880 forbedredes Hancocks chancer imidlertid. Præsident Hayes havde lovet ikke at genopstille, og den demokratiske kandidat Tilden ville ikke genopstille på grund af dårligt helbred. Hancock stod overfor adskillige konkurrenter ved nomineringen herunder Thomas A. Hendricks, Allen G. Thurman, Stephen Johnson Field og Thomas F. Bayard. Hancock var neutral i spørgsmålet om indførelse af guldfod, og hans langvarige støtte til Syden (gennem General Order Number 40) betød at Hancock i større grad end de andre havde støtte fra hele landet. Da konventet samledes i Cincinnati i juni 1880 var Hancock foran efter den første afstemning, men havde ikke flertallet. Efter den anden afstemning havde han det nødvendige totredjedels flertal, og William Hayden English fra Indiana blev valgt som hans vicepræsidentkandidat.

### Valgkampagnen mod
Republikanerne opstillede James A. Garfield, et medlem af Kongressen fra Ohio og en dygtig politiker. Hancock og Demokraterne regnede med at vinde I Syden men havde brug for også at vinde nogle af Nordstaterne for samlet at vinde. I praksis var der ikke stor forskel mellem partierne, og Republikanerne var tilbageholdende med at angribe Hancock personligt, på grund af hans status som helt. Den eneste politiske forskel, som Republikanerne kunne udnytte var et punkt i det Demokratiske valgprogram, som gav støtte til høje toldsatser. Garfields kampagnefolk brugte dette til at beskrive Demokraterne som værende uden sympati for industriarbejdernes hårde tilværelse, selv om de som gruppe nok ville have fordel af en høj told på importvarer. Toldspørgsmålet reducerede støtten til Demokraterne i de industrialiserede Nordstater og var nødvendige for at skabe et Demokratisk flertal. Bortset fra New Jersey lykkedes det ikke for Hancock at vinde en eneste af de Nordstater, de havde sigtet imod. Stemmetallene var mere lige end nogensinde før eller efter i Amerikas historie. Der var under 2.000 stemmers forskel, men Garfield havde et stort flertal blandt valgmændene med 214 mod 155.

## Senere liv
Hancock tog nederlaget ved valget i fin stil og deltog i Garfields indsættelse som præsident. Efter valget fortsatte Hancock som kommandant i New York. Han blev valgt til præsident for National Rifle Association of America i 1881, og forklarede at ”foreningens formål er at forøge landets militære styrke ved at sørge for færdigheden i omgangen med våben er lige så stor som i Uafhængighedskrigens dage." Han var øverstkommanderende for vetranorganisationen MOLLUS fra 1879 til sin død i 1886. Han skrev Reports of Major General W. S. Hancock upon Indian Affairs, der blev udgivet i 1867. Hancocks sidste offentlige optræden var ved begravelsen af præsident Grant I 1885. Samme år foretog han i større ubemærkethed en rejse til Gettysburg.
Hancock døde i 1886 på Governors Island, hvor han stadig kommanderede Military Division of the Atlantic. Dødsårsagen var en infektion i en byld, som blev forværret af diabetes.  Han ligger begravet på Montgomery Cemetery i Norristown, Pennsylvania. Selv om han overlevede begge sine børn havde han tre overlevende børnebørn efter sin søn Russell. Hancock’s kone, Almira, udgav Reminiscences of Winfield Scott Hancock i 1887.

## I erindringen
Winfield Scott Hancock huskes med en række statuer:
- En rytterstatue på East Cemetery Hill på slagmarken ved Gettysburg.
- Et portræt som indgår I Pennsylvania Memorial ved Gettysburg.
- Et haut-relief som viser Hancock blive såret under Pickett’s angreb, på staten New York’s monument ved Gettysburg.
- En rytterstatue på Market Square (Pennsylvania Avenue og 7th Street) i Washington, D.C.
- En rytterstatue på toppen af Smith Civil War Memorial i Fairmount Park i Philadelphia, Pennsylvania.
- En monumental bronzebuste I Hancock Square, New York, af billedhuggeren James Wilson Alexander MacDonald.